# Sundasångsmyg
Sundasångsmyg (Gerygone sulphurea) är en fågel i familjen taggnäbbar inom ordningen tättingar.

## Utseende och läte
Sundasångsmygen är en liten och anspråkslös fågel med brunaktig ovansida och lysande citrongul undersida. Fågeln är ytligt lik hona och ungfågel av olivryggig solfågel, men har bland annat till skillnad från denna en kort och rak näbb. Sången varierar geografiskt, men innehåller alltid sträva toner och tydliga stigningar och fall i tonhöjd. 

## Utbredning och systematik
Sundasångsmygär den enda arten i familjen vars utbredningsområde sträcker sig in i orientaliska regionen. Den delas vanligen in i fem underarter:
- G. s. sulphurea – förekommer på Malackahalvön, Stora Sundaöarna och Små Sundaöarna
- G. s. muscicapa – förekommer på ön Enggano utanför sydvästra Sumatra
- G. s. simplex – förekommer på Lubang, Luzon, Mindoro, Verde, Negros, Bohol och Cebu
- G. s. rhizophorae – förekommer i södra Filippinerna (Mindanao, Basilan och Suluarkipelagen)
- G. s. flaveola – förekommer på Sulawesi, Salayar och Banggaiöarna (Peleng och Banggai)

Vissa inkluderar muscicapa i nominatformen.

## Levnadssätt
Fågeln påträffas i parker, skogsområden och plantage. Den ses ofta i artblandade flockar som rör sig genom skogens mellersta och övre skikt.

## Status
Arten har ett stort utbredningsområde och beståndet anses vara stabilt. Internationella naturvårdsunionen IUCN listar den därför som livskraftig (LC).